# Juice
Juice és programari informàtic multiplataforma que s'utilitza per descarregar arxius de mitjans de comunicació de podcast, com ogg i mp3. Aquests arxius de medis es poden automàticament copiar a un intèrpret d'àudio digital. El Juice deixa planificar descarregant els podcasts específics, i el deixarà saber quan una demostració nova està disponible. És programari lliure disponible sota la llícencia GNU GPL. El projecte s'ofereix a SourceForge. Anteriorment conegut com a iPodder i més tard com a iPodder Lemon, el nom del programari es convertia a Juice el novembre del 2005 davant de la pressió legal des d'Apple Computer, Inc.
Era el primer programari de podcatching essencial i probablement romania el podcast aggregator més popular disponible per al primer any de la popularitat de podcasting (durant juny del 2005). El seu equip de desenvolupament atribuïa Adam Curry i Dave Winer al concepte de programa.
El programa s'escriu en Python i, durant l'ús d'una biblioteca d'UI multiplataforma, s'executa a Mac OS X i en Windows.
El 2004 el creixement de podcasting inspira uns altres programes de podcatching, com jPodder, així com el juny del 2005 addició d'un tret de subscripció del podcast en l'intèrpret de música d'iTunes de l'Apple.

## Forquilles
Hi ha hagut unes quantes forquilles de Juice:
- CastPodder (anglès) s'anomenava anteriorment iPodder Linux. Aquest programari de podcatching se centra només en el Sistema Operatiu de Linux. Trets Arxivat 2006-08-19 a Wayback Machine. (anglès).
- El programari de PodNova Arxivat 2006-08-13 a Wayback Machine. (anglès) funciona conjuntament amb el lloc web de PodNova per crear "un clic que se subscriu a podcasts".